# Fortællinger fra en fjord - en film om Odense Fjord
|  | Denne artikel er oprettet af botten Steenthbot ud fra en ekstern database. Den kan derfor have sproglige fejl eller mangler. Denne skabelon kan fjernes efter kontrol af indholdet. |

Fortællinger fra en fjord - en film om Odense Fjord er en dansk dokumentarfilm fra 1980 instrueret af Ebbe Larsen efter eget manuskript.